# 魯武公
魯武公，姬姓，名敖，西周魯國第九任君主。他為魯真公的弟弟，承襲魯真公擔任該國君主，《史記·魯世家》記載在位9年，年表記載在位10年。
魯武公九年春季，他和長子太子括，少子公子戏（也就是后来的鲁懿公）前去朝見周宣王。周宣王喜歡公子戲，打算立他為魯國的太子。樊仲山父力諫周宣王，周王不聽，冊立戲為魯國太子。夏季，魯武公與兩兒子歸國，不久去世。

## 家庭
父親
- 魯獻公具

兄弟
- 魯真公濞

兒子
- 長子太子括
- 公子戲，后为魯懿公
- 公子称，后为鲁孝公